# Acropora brueggemanni
Acropora brueggemanni är en korallart som först beskrevs av Brook 1893.  Acropora brueggemanni ingår i släktet Acropora och familjen Acroporidae. Inga underarter finns listade i Catalogue of Life.